# Céleste-Thérèse Couperin
Céleste-Thérèse Couperin (Parijs, 1792 - aldaar, 1860) was een Franse organiste, pianiste, zangeres en enige dochter van Gervais-François Couperin. Zij is de laatste uit de Couperin-dynastie van componisten en musici. Na de dood van haar vader was zij gedurende vier maanden organiste van de Saint-Gervais en gedurende vier jaar van het orgel van de Saint-François. In 1830 vestigde zij zich met haar moeder Hélène-Narcisse Couperin-Frey in Beauvais om daar les te geven. In 1843 vestigden moeder en dochter zich berooid in Belleville. Haar moeder verkocht de familieportretten aan de staat om aan geld te komen. De overlijdingakte geeft aan 'zonder beroep'.
Van Céleste-Thérèse Couperin is een De nos coeurs, ô douce espérance. Hommage à son Altesse royale Mme la Duchesse d'Angoûlème voor zang en piano bekend (manuscript in privébezit).